# Viehofen, Zagging

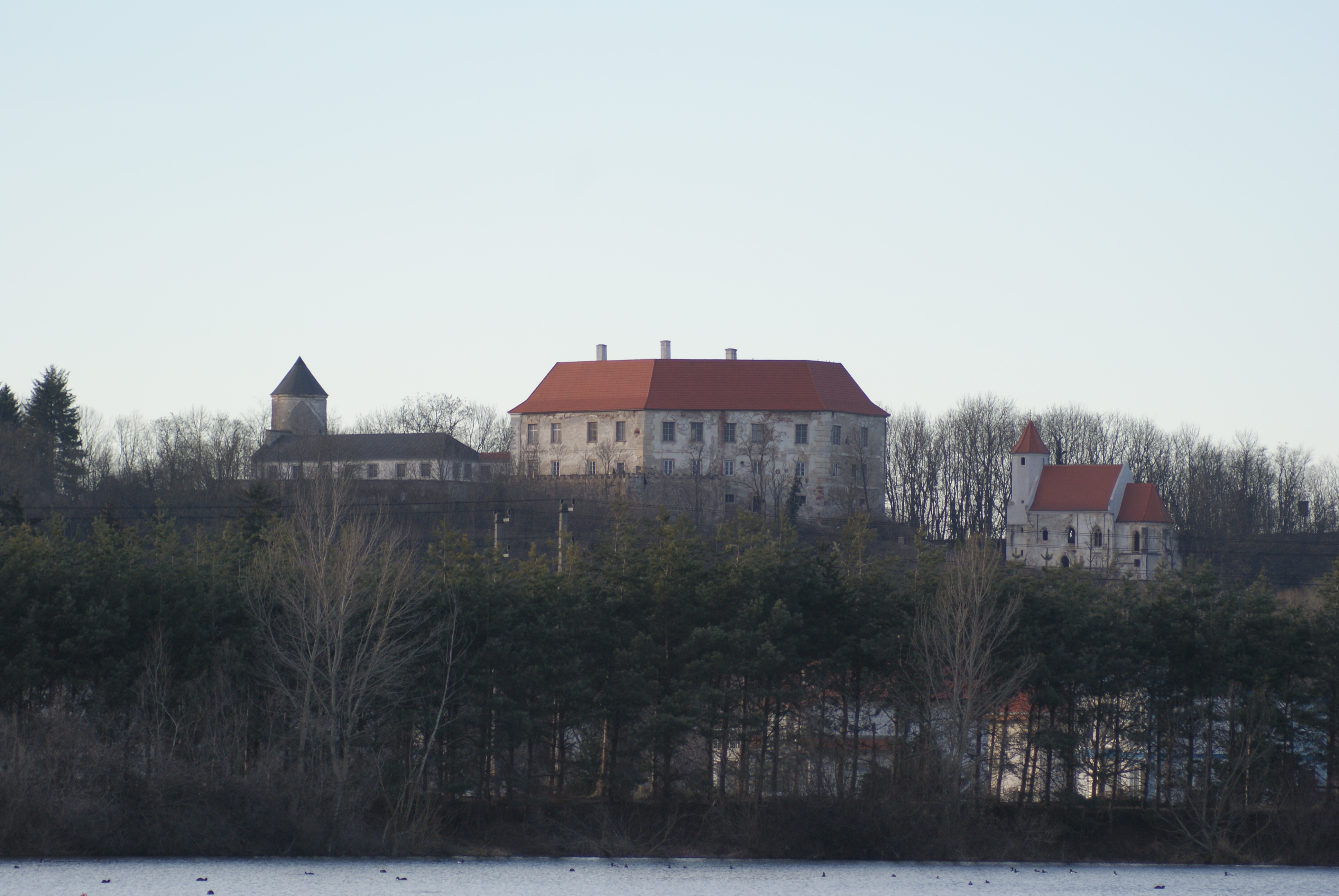
Schloss Viehofen, Sitz der Verwaltung (2009)

Die Herrschaft Viehofen, Zagging war eine Grundherrschaft im Viertel ober dem Wienerwald im Erzherzogtum Österreich unter der Enns, dem heutigen Niederösterreich.

## Ausdehnung
Die Herrschaft mit dem Lehenamt Ried umfasste zuletzt die Ortsobrigkeit über Viehofen, Weidern, Großhain, Kleinhain, Angern, Diendorf, Zagging, Obermirking, Mittermirking, Untermirking, Heiningstetten, Kleinrust, Großrust, Greiling, Ambach, Diemannsberg, Oberhofen und Ried. Der Sitz der Verwaltung befand sich zuerst auf Schloss Zagging und hernach im Schloss Viehofen.

## Geschichte
1491 gelangte die Herrschaft durch Kauf von den Neideggern an die Grabner zu Rosenburg und nach 1535 im Erbfall an die Jörger. Letzter Inhaber der Familienfideikommissherrschaft war der Graf Franz Seraphin von Kuefstein (1794–1871), bis die Herrschaft in den Reformen 1848/1849 aufgelöst wurde.